# Tadeusz Kliś
Tadeusz Bronisław Kliś (ur. 27 lipca 1946 w Łowoszowie) – polski inżynier, przedsiębiorca i rzemieślnik.

## Życiorys
Absolwent I Liceum Ogólnokształcącego im. Jana Długosza w Nowym Sączu oraz Wydziału Inżynierii Środowiska Politechniki Krakowskiej im. Tadeusza Kościuszki. Z zawodu jest inżynierem inżynierii środowiska. Od 1978 prowadzi własną działalność w branży instalacyjnej sanitarnej.
Przez wiele lat zaangażowany był w działalność organizacji rzemieślniczych. W latach 1986–1990 pełnił funkcję Starszego Cechu w Cechu Rzemiosł Różnych w Nowym Sączu. W latach 1991–2009 pełnił funkcję Prezesa Zarządu Izby Rzemiosła i Przedsiębiorczości w Nowym Sączu. Od 1991 roku pełnił funkcję członka zarządu, a od 2004 roku zastępcy prezesa zarządu Związku Rzemiosła Polskiego w Warszawie.
Od roku 1994 Członek Rady Nadzorczej, a od roku 2013 Zastępca Przewodniczącego Rady Nadzorczej Zakładu Ubezpieczeń Społecznych. W latach 2010–2015 pełnił także funkcję członka Europejskiego Komitetu Ekonomiczno-Społecznego.
Żonaty, ma pięcioro dzieci.

## Odznaczenia
- Szabla Kilińskiego[5]
- Srebrny Krzyż Zasługi
- Złoty Krzyż Zasługi[6]
- Krzyż Kawalerski Orderu Odrodzenia Polski[7]